# Гасюто, Игорь Аркадьевич
Игорь Аркадьевич Гасюто (6 апреля 1955, Витебск — 1 октября 2022) — советский футболист, защитник, белорусский тренер.

## Биография
Всю игровую карьеру в командах мастеров провёл в клубе второй лиги СССР «Двина» Витебск — в 1976—1985 годах сыграл 286 матчей. Работал в клубе, носившем названия КИМ и «Локомотив-96», тренером (1988—1989, 1999—2000), тренером команды U19 (1993—1997), начальником команды (1998), главным тренером (июнь — ноябрь 2000). Тренер в «Белшине» (2001—2002). В 2003 году — тренер и главный (20 мая — 20 июля) тренер «Молодечно-2000». С августа по ноябрь 2003 — тренер в МТЗ-РИПО. Главный тренер ФК «Осиповичи» (март — 27 мая 2004), «Белшины» (28 мая — 2 сентября 2004). В «Нафтане» — тренер (2005—2014), главный тренер дубля (2015). С 12 февраля по 12 августа 2018 — тренер в ФК «Орша».
Работал тренером в центре зимних видов Витебска. Умер 1 октября 2022.